# Ohio
 Ovo je glavno značenje pojma Ohio. Za druga značenja pogledajte Ohio (razdvojba).
Ohio je američka savezna država koja se nalazi na istoku SAD-a, zapadno od gorja Apalači. Prosječna nadmorska visina je oko 250 m. Glavni grad je Columbus. Veći gradovi su Columbus, Cincinnati, Cleveland, Toledo, Akron i Dayton.
Klima države je umjerena. Zimske temperature kreću se između -5°C i 0°C, a ljetne oko 20°C. Najveća rijeka je Ohio. Država je veoma razvijena, a značajne gospodarske grane su poljoprivreda (šećerna repa, kukuruz, pšenica, voće, ječam), industrija (željezare, čeličane, elektrotehnika, rafinerija nafte, vozila) te rudarstvo (nafta i mrki ugljen).

## Simboli
Crveni karanfil (od 1904.), bjelorepi jelen, ptica kardinal, bubamara (božja ovčica), dragulj: "Ohio Flint" (kriptokristalna inačica kvarca).

## Okruzi (Counties)
Ohio se sastoji od 88 okruga (counties)

## Stanovništvo
Indijanci iz jezičnih grupa Siouan i Iroquoian su prastanovnici Ohaja ,to su plemena Erie, koji pripadaju porodici Iroquoian, i užoj grupi Huron. Drugo Iroquoian pleme je Wyandot, potomci Duhanskog i Medvjeđeg naroda, koji su se ovdje naselili iz Ontarija u Kanadi. Pleme Mosopelea, nazivano i Ofogoula ili Ofo, pripadali su porodici Siouan, a nakon mnogo lutanja kroz nekoliko država okupili su se u području rijeke Yazoo s Yazoo i Koroa Indijancima. Od ostalih plemena svojevremeno su se tu kraće ili duže vrijeme zadržavali Delaware, Honniasont, Illinois, Seneka, Miami, Attiwandaronk, Potawatomi, Shawnee, te još neki. 